# Vlag van Montgomeryshire

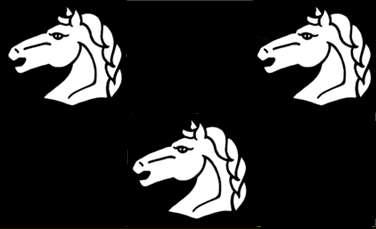
Vlag van Montgomeryshire, gebaseerd op het later toegeschreven wapen van koning Brochwel

Historische vlag van Powys

De vlag van Montgomeryshire verwijst naar voorstellen voor een vlag van het graafschap Montgomeryshire in Wales. Geen van beide vlaggen is geregistreerd bij het Flag Institute.

## Geschiedenis
Er zijn twee rivaliserende ontwerpen voor de vlag die allebei gebaseerd zijn op historische wapenschilden.
Een concept voor de vlag is een banier met het wapen van Brochwel Ysgithrog, beroemd om zijn verzet tegen de binnenvallende Saksen. In de middeleeuwen werd voor hem een wapen gemaakt met drie witte paardenhoofden op een zwart veld. Dit stelde de Saksische witte paarden met afgehakte hoofden voor en symboliseerde zo zijn overwinning op de Saksen bij Chester. Het wapen dat in 1951 aan de lokale raad werd toegekend, bevatte een zwart-witte rand als verwijzing naar het wapen van Brochwel.
Het andere concept voor de vlag is het wapenschild van het voormalige Welshe koninkrijk Powys dat door de koningen van Powys werd gebruikt sinds de regering van Bleddyn ap Cynfyn in 1046. In 1160 werd het koninkrijk in tweeën gedeeld, waarbij het grotere, zuidelijke deel dat afwisselend bekend stond als "Upper Powys", "Powys Cyfeiliog" of Powys Wenwynwyn (waarvan de grenzen bijna exact overeenkwamen met die van het historische graafschap Montgomeryshire) hetzelfde vaandel bleef gebruiken als het voormalige eenheidsrijk Powys. In 1283 werd het hele grondgebied van Upper Powys een leengoed dat onder de koning van Engeland viel en bekend stond als het Lordship of Powis. De Lords of Powis bleven het oude vaandel van Powys gebruiken als hun persoonlijke wapen en als zodanig bleef het vaandel geassocieerd met het gebied, tot ten minste 1421 toen het eigendom van het landgoed overging naar de Anglo-Welshe familie Charleton. In 1573 werd het graafschap door de Laws in Wales Acts omgevormd tot het graafschap Montgomeryshire, maar er is overtuigend bewijs dat het graafschap in de volksmond vertegenwoordigd bleef door het wapen van Powys, want in een boek uit 1894 staan de schilden van de graafschappen in Wales afgebeeld en wordt Montgomeryshire afgebeeld met een rode leeuw en het motto 'POWYS PARADWYS CYMRU'. In 1951 kreeg de County Council officieel de beschikking over een officieel wapen waarin het Wapen van Powys (de rode leeuw op goud) het meest prominent aanwezig was. Dit ontwerp lijkt echter te veel op de bestaande vlag van het Engelse graafschap Somerset. Uiteindelijk zal de vlag van het graafschap worden aangenomen op basis van een aantal criteria, waaronder historisch precedent, onderscheidend vermogen en hoe de vlag eruit zal zien als hij wappert.